# Bisdom Benjamín Aceval

Het bisdom binnen Paraguay

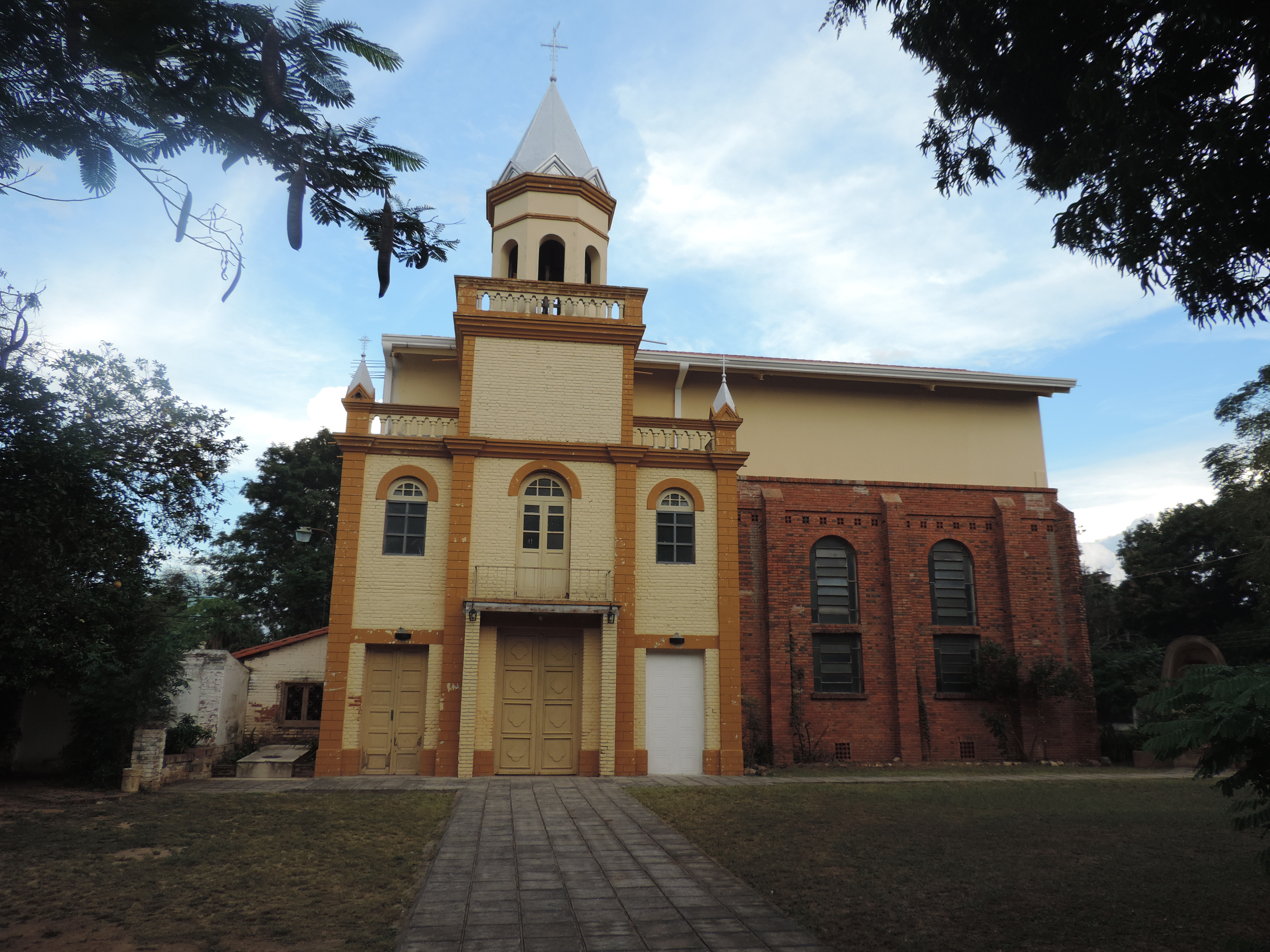
De kathedraal van Benjamín Aceval

Het bisdom Benjamín Aceval (Latijn: Dioecesis Sancti Petri Apostoli) is een rooms-katholiek bisdom met als zetel Benjamín Aceval in Paraguay. Het bisdom is suffragaan aan het aartsbisdom Asunción. Het bisdom werd opgericht in 1980.
In 2018 telde het bisdom 8 parochies. Het bisdom heeft een oppervlakte van 44.000 km² en telde in 2018 122.500 inwoners waarvan 84,4% rooms-katholiek waren. 

## Bisschoppen
- Mario Melanio Medina Salinas (1980-1997)
- Cándido Cárdenas Villalba (1998-2018)
- Amancio Francisco Benítez Candia (2018-)